# 스퀘어 에닉스 유럽
스퀘어 에닉스 유럽(영어: Square Enix Europe)은 영국의 비디오 게임 개발사이다. 일본의 비디오 게임 회사인 스퀘어 에닉스의 유럽 자회사 부문에 해당하는 회사이다. 프랑스 파리, 독일 함부르크, 인도 벵갈루루에 지사를 두고 있다.

## 역사
1984년 두마크(Domark)라는 이름으로 설립되었다. 1996년 5월 31일 시미스(Simis)와 빅 레드 소프트웨어(Big Red Software)가 두마크에 합병되어 아이도스 인터랙티브(Eidos Interactive)로 사명을 바꾸었다. 2005년 3월 22일 SCi 엔터테인먼트의 자회사가 되었다. 2009년 4월 22일 스퀘어 에닉스가 아이도스 인터랙티브를 인수하여 사명을 스퀘어 에닉스 유럽으로 바꾸었다.

## 비디오 게임
- 배틀스테이션: 퍼시픽
- 배트맨: 아캄 어사일럼
- 슈프림 커맨더 2
- 저스트 코즈 2
- 케인 앤 린치 2: 도그 데이즈
- 데이어스 엑스: 휴먼 레볼루션
- 슬리핑 독스
- 히트맨: 앱솔루션
- 툼레이더 (2013년 비디오 게임)
- 툼레이더 (1996년 비디오 게임)
- 씨프 (2014년 비디오 게임)
- 툼레이더 II
- 라이프 이즈 스트레인지 (비디오 게임)
- 라이즈 오브 더 툼 레이더
- 저스트 코즈 3
- 히트맨 (2016년 비디오 게임)
- 데이어스 엑스: 맨카인드 디바이디드
- 라이프 이즈 스트레인지: 비포 더 스톰
- 디 어썸 어드벤처 오브 캡틴 스피릿
- 쉐도우 오브 더 툼 레이더
- 라이프 이즈 스트레인지 2
- 저스트 코즈 4
- 마블 어벤져스
- 라이프 이즈 스트레인지: 트루 컬러
- 라이프 이즈 스트레인지